# Isla de la Porraza
La isla de Sa Porrasa (en catalán, illa de sa Porrasa) es un islote localizado en la bahía de Magaluf (Calviá, Mallorca, Islas Baleares, España).

## Descripción

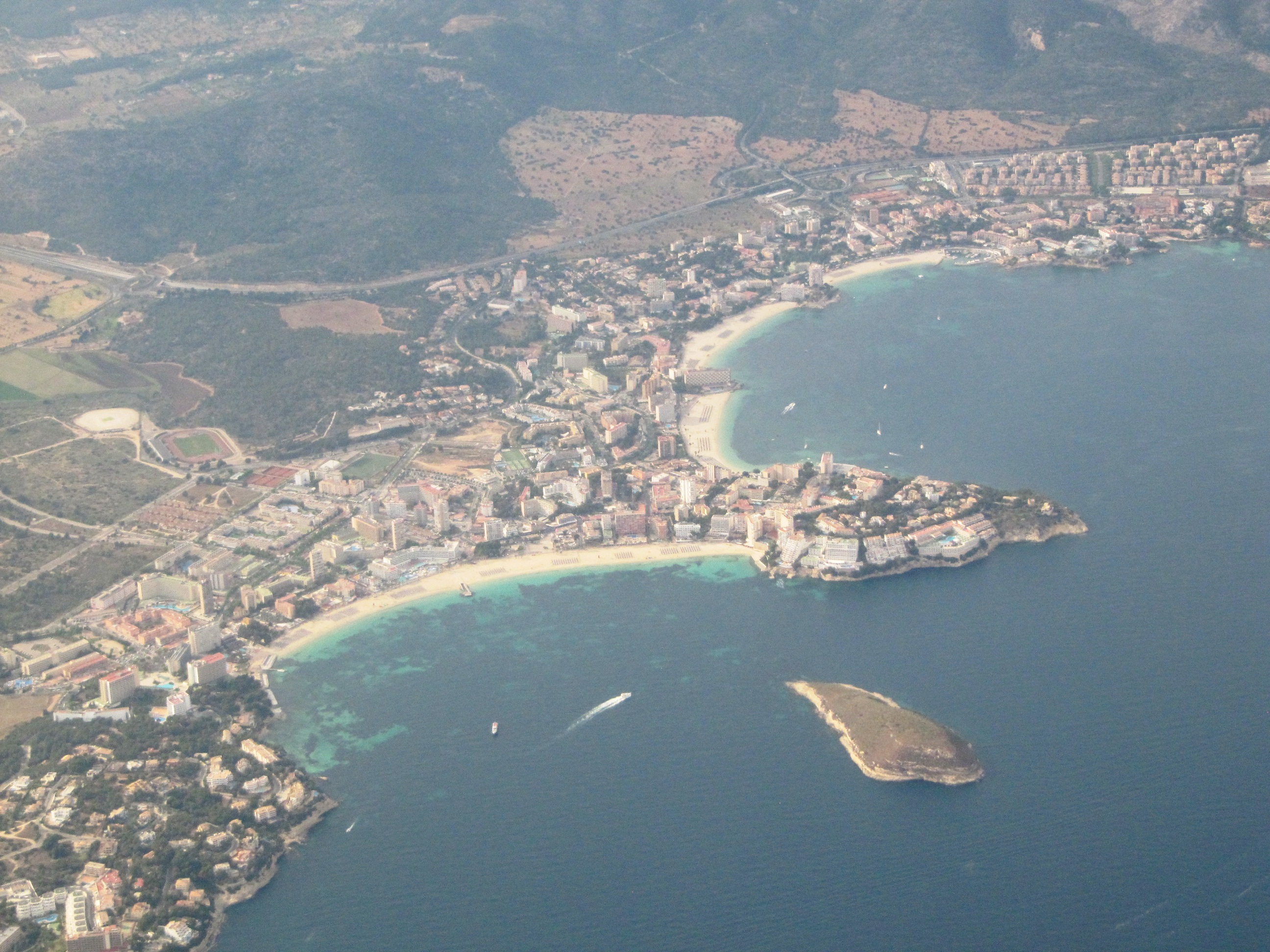
Magaluf, junto a La Porraza.

Mide aproximadamente 400 m de anchura y está a 36 m sobre el nivel del mar.
Debido a su proximidad con la bahía de Magaluf, hasta 1960 era utilizada para la recolección de sal. Tras el boom turístico,  es muy visitada por los turistas, los cuales acceden a ella a nado.
Popularmente es conocida por los turistas como la Isla del Lagarto Negro (en inglés Black Lizard Island) por su elevada población de lagartija balear (Podarcis lilfordi).
En 2015, la isla sufrió los efectos de un incendio provocado por un grupo de turistas escoceses.